# Đoàn Hồng Phong
Đoàn Hồng Phong (sinh 2 tháng 1 năm 1963) là một chính khách Việt Nam. Ông hiện là Tổng Thanh tra Chính phủ, đại biểu Quốc hội Việt Nam khóa XIV thuộc đoàn đại biểu quốc hội tỉnh Nam Định. Trong Đảng Cộng sản Việt Nam, ông là Ủy viên Trung ương Đảng khóa XII, XIII, nguyên Bí thư Tỉnh ủy Nam Định.

## Lý lịch và học vấn
Đoàn Hồng Phong sinh ngày 2 tháng 1 năm 1963, quê quán tại thị trấn Quỹ Nhất, huyện Nghĩa Hưng, tỉnh Nam Định;
Trình độ: Thạc sĩ chuyên ngành kinh tế.
Ông được kết nạp vào Đảng Cộng sản Việt Nam ngày 30 tháng 12 năm 1993, chính thức ngày 30 tháng 12 năm 1994. Sự nghiệp chính trị của ông thăng tiến từ vị trí Cán bộ của Sở Tài chính Hà Nam Ninh (1986), lên dần đến Giám đốc Sở Tài chính Nam Định (2003).

## Sự nghiệp

### Tỉnh Nam Định
Đoàn Hồng Phong từng giữ các chức vụ: Phó Giám đốc Sở Tài chính Nam Định; Giám đốc Sở Tài chính Nam Định; Bí thư Huyện ủy Ý Yên, tỉnh Nam Định; Ủy viên Ban Thường vụ Tỉnh ủy, Phó Chủ tịch UBND tỉnh Nam Định; Phó Bí thư Tỉnh ủy khóa XVIII, Chủ tịch UBND tỉnh Nam Định.
Năm 2008, ông được chuyển sang làm Bí thư Huyện ủy Ý Yên tỉnh Nam Định, Tỉnh ủy viên Tỉnh ủy Nam Định. Một năm sau, ông được bổ nhiệm làm Phó Chủ tịch Ủy ban nhân dân tỉnh Nam Định.
Sáng 23 tháng 6 năm 2014, Hội đồng nhân dân tỉnh Nam Định khóa XVII nhiệm kỳ 2011–2016 đã bầu ông Đoàn Hồng Phong, Ủy viên Ban Thường vụ Tỉnh ủy, Phó Chủ tịch Ủy ban nhân dân tỉnh Nam Định giữ chức vụ Chủ tịch Ủy ban nhân dân tỉnh thay người tiền nhiệm là ông Nguyễn Văn Tuấn sẽ nghỉ chế độ từ ngày 1/7/2014. Ngày 26 tháng 6 năm 2014, Thủ tướng phê chuẩn kết quả bầu cử ông làm Chủ tịch Ủy ban nhân dân tỉnh Nam Định.
Chiều ngày 24 tháng 9 năm 2015, Ban Chấp hành Đảng bộ tỉnh Nam Định khóa XIX đã họp phiên thứ nhất bầu Ban Thường vụ Tỉnh ủy khóa XIX, bầu các chức danh chủ chốt. Kết quả, Đoàn Hồng Phong, Phó Bí thư Tỉnh ủy khóa XVIII, Chủ tịch Ủy ban nhân dân tỉnh Nam Định được bầu làm Bí thư Tỉnh ủy tỉnh Nam Định khóa XIX, nhiệm kỳ 2015–2020.
Ngày 26 tháng 1 năm 2016, tại Đại hội đại biểu toàn quốc lần thứ XII của Đảng Cộng sản Việt Nam, ông được bầu làm Ủy viên Ban Chấp hành Trung ương Đảng Cộng sản Việt Nam khóa XII, nhiệm kỳ 2016–2021.
Ngày 30 tháng 1 năm 2021, tại Đại hội Đại biểu toàn quốc Đảng Cộng sản Việt Nam khóa XIII, ông được bầu làm Ủy viên chính thức Ban Chấp hành Trung ương Đảng Cộng sản Việt Nam khoá XIII.

### Tổng Thanh tra Chính phủ
Sáng ngày 8 tháng 4 năm 2021, tại kỳ họp thứ 11 ông được Quốc hội Việt Nam khóa XIV bầu làm Tổng Thanh tra Chính phủ nhiệm kỳ 2016–2021 theo đề nghị của Thủ tướng Phạm Minh Chính.
Ngày 28 tháng 7 năm 2021, tại kỳ họp thứ nhất ông được Quốc hội Việt Nam khóa XV bầu làm Tổng Thanh tra Chính phủ nhiệm kỳ 2021–2026 theo đề nghị của Thủ tướng Phạm Minh Chính.

## Khen thưởng
- Huân chương Lao động hạng 3 (năm 2011)